# Кривоверба
Кривоверба (Кшивовежба, пол. Krzywowierzba) — село в Польщі, у гміні Вирики Володавського повіту Люблінського воєводства. Населення — 169 осіб (2011). До 1947 року більшість населення села становили українці.

## Історія
До 1795 року Кривоверба входила до Корони Королівства Польського, після третього поділу Речі Посполитої в 1795 році опинилася у складі Австрії. У 1809-1815 рр. село входило до складу Варшавського Варшавського герцогства, у 1815 р. увійшло до складу Російської імперії (Царства Польського), а в 1918 р. знову увійшло до складу Польщі.

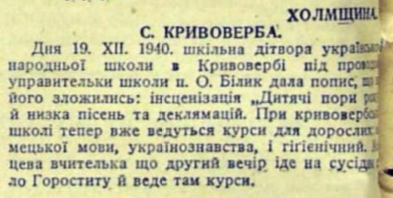
Українське шкільництво села Кривоверба. 1940 рік.

У 1921 році село входило до складу гміни Кривоверба Володавського повіту Люблінського воєводства Польської Республіки.
На грудень 1940 року в селі діяла українська народна школа для дітей і курси українознавства. 
У 1945—1946 роках декілька українців були депортовані в УРСР у рамках обміну населенням між СРСР та ПНР. Проте більшості українців вдалося уникнути депортації, оскільки вони переховувалися. У 1947 році в рамках операції «Вісла» польською армією із села на новоприєднані до Польщі німецькі терени було виселено решту 218 українців (25 червня — 200, 9-18 липня — ще 18 осіб). Багато поляків також покинули село і добровільно виїхали на колишні німецькі землі, передані Польщі в 1945 році. Після виселень у селі залишилося 45 поляків і 7 українців чи членів змішаних родин. Кілька десятків поляків, переселених із районів Волині на сьогоднішній Західній Україні, оселилися в селі Кривоверба. Нині село Кривоверба повністю заселене поляками. Однак вони поділяються на дві групи: частина мешканців – поляки, які є корінними мешканцями села і жили в ньому до початку Другої світової війни у 1939 році, а інша частина – польські переміщені особи з Волині, які оселилися в селі після 1945 року.
У 1975—1998 роках село належало до Холмського воєводства.

## Населення
У 1827 році в селі було 82 будинки та 465 мешканців. У 1883 році — 116 будинків і 734 мешканці.
Станом на 10 вересня 1921 року в селі налічувалося 83 будинки (з них 1 незаселений) та 414 мешканців, з них:
- 196 чоловіків та 218 жінок;
- 367 православних, 47 римо-католиків;
- 340 українців, 74 поляки.

У 1943 році в селі проживало 530 українців, 184 поляки та 2 росіянина.
Демографічна структура станом на 31 березня 2011 року:
|          | Загалом | Допрацездатний вік | Працездатний вік | Постпрацездатний вік |
| -------- | ------- | ------------------ | ---------------- | -------------------- |
| Чоловіки | 78      | 13                 | 53               | 12                   |
| Жінки    | 91      | 18                 | 40               | 33                   |
| Разом    | 169     | 31                 | 93               | 45                   |